# Diecezja Saint-Jérôme-Mont-Laurier
Diecezja Saint-Jérôme-Mont-Laurier – diecezja rzymskokatolicka w Kanadzie. Została erygowana w 1951. 
1 czerwca 2022 decyzją papieża Franciszka do archidiecezji przyłączono zniesioną diecezję Mont-Laurier. Nazwa diecezji została zmieniona na z Saint-Jérôme na Saint-Jérôme-Mont-Laurier.

## Biskupi diecezjalni
- Émilien Frenette † (1951−1971)
- Bernard Hubert † (1971−1977)
- Charles-Omer Valois † (1977−1997)
- Gilles Cazabon,  (1997−2008)
- Pierre Morissette, (2008−2019)
- Raymond Poisson, (od 2019)